# Leonardo Realpe
Leonardo Javier „Leo” Realpe Montaño (ur. 26 lutego 2001 w Quinindé) – ekwadorski piłkarz występujący na pozycji środkowego obrońcy, reprezentant Ekwadoru, od 2020 roku zawodnik brazylijskiego Red Bull Bragantino.